# Werderhaus Berlin

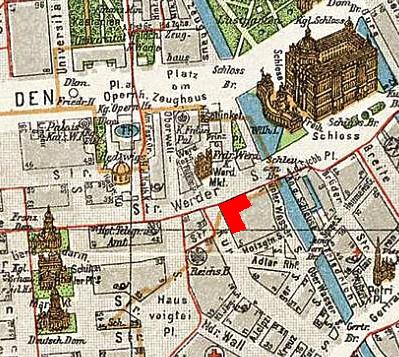
Werderhaus (marqué en rouge), section du plan de la ville de Pharus de 1905.

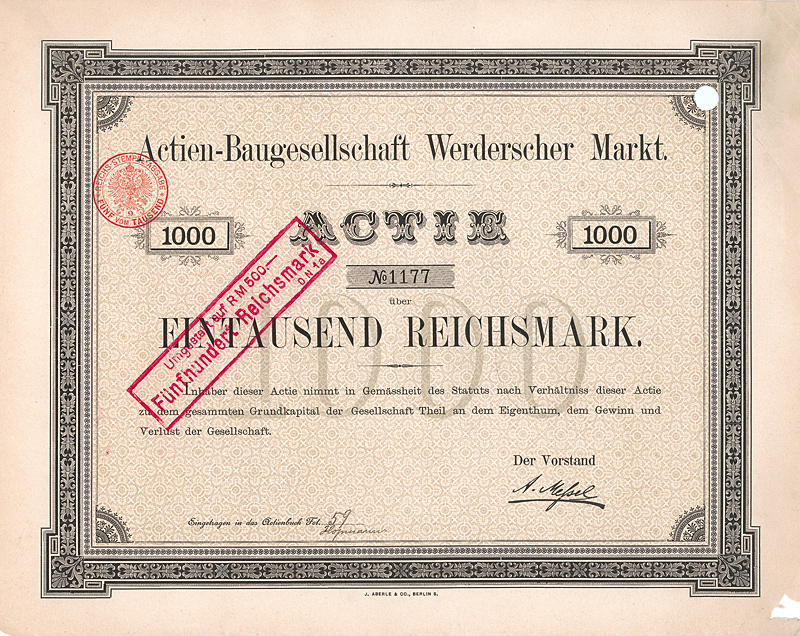
Action d'une valeur de 1000 marks de l'Actien-Baugesellschaft Werderscher Markt de 1886.

Le Werderhaus, situé sur la place du marché Werderscher Markt à Berlin en Allemagne, était un ensemble de cinq bâtiments commerciaux construits en 1886-1888 sur des plans de l'architecte Alfred Messel. Après des dommages de guerre considérables, les ruines sont démolies en 1952. À l'emplacement est édifié un bâtiment du ministère fédéral des Affaires étrangères.

## Situation
A l'emplacement où le Werderhaus fut construit, se trouvait auparavant :
- dans la partie nord, à l'origine l'hôtel de ville de Friedrichswerder (de), qui brûle en 1794 et est remplacé en 1798-1800 par un bâtiment de la Monnaie prussienne, plus tard connue sous le nom de Alte Münze (de),
- dans la partie sud, le Fürstenhaus (de), un palais qui servait de maison d'hôtes au gouvernement prussien.

Ces bâtiments sont démolis à l'été 1886.
Au nord du Werderhaus se trouvaient deux bâtiments érigés par Karl Friedrich Schinkel, l'Académie d'architecture de Berlin et l'Église de Friedrichswerder. À l'est, le Werderhaus jouxtait la Neue Münze, et à l'ouest le grand magasin Gerson (de).

## Construction
Le promoteur est la société par actions Actien-Baugesellschaft "Werderscher Markt", fondée en 1886 pour financer le projet, qui acquiert les terrains des n° 10 Werderscher Markt et n°7 de la rue Werderstrasse. C'est est le premier bâtiment commercial conçu par Alfred Messel, Messel qui est aussi membre du conseil d'administration de la société.

## Structure
Le Werderhaus se composait de cinq bâtiments individuels, c'est pourquoi le pluriel les « Werderhäuser » était parfois utilisé. Ce concept devrait assurer une meilleure rentabilité de l'ensemble : les différents bâtiments devaient répondre à des besoins différents et être loués séparément. L'ensemble s'étendait en forme de L sur ce qui était alors la rue Werderstrasse et le Werderscher Markt. Ce bâtiment d'angle était coupé en diagonale et offrait de l'espace pour une entrée. Les décorations de la façade étaient des sculpteurs Otto Lessing et Nikolaus Geiger.

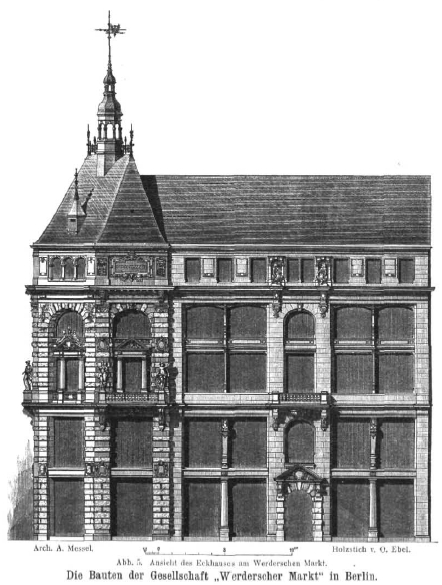
Werderhaus, façade de la maison d'angle du Werderscher Markt.
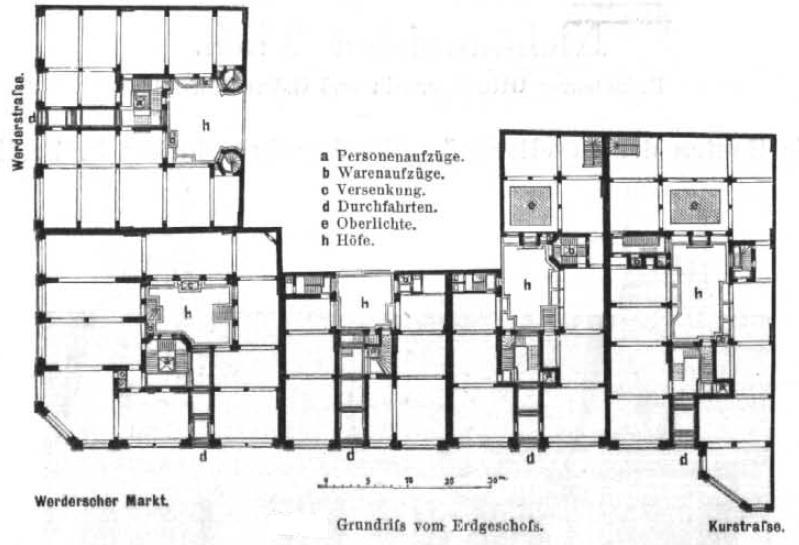
Werderhaus, plan du rez-de-chaussée.
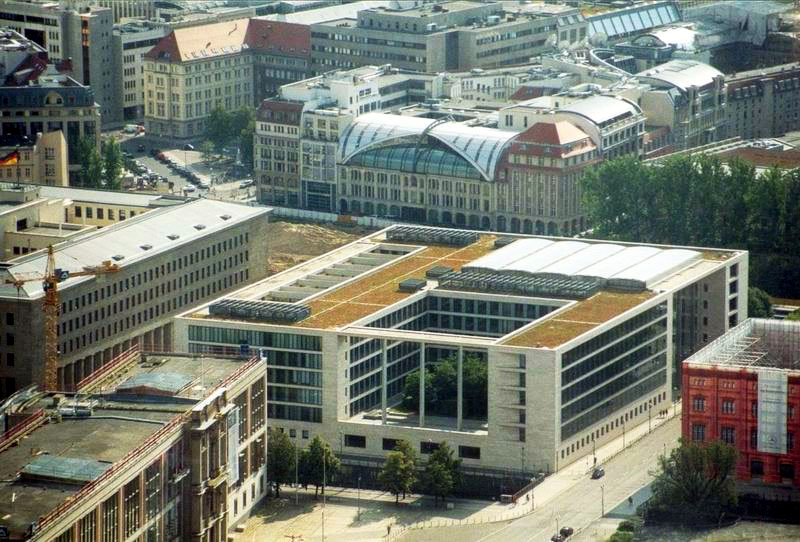
Nouveau bâtiment du ministère des Affaires étrangères au même endroit, vue du nord-est (probablement de la tour de télévision), 2004 ; derrière, à gauche, la maison du Werderscher Markt.

## Destruction et époque contemporaine
Comme la plupart des environs, le Werderhaus subis de graves dommages lors des raids aériens de la Seconde Guerre mondiale. Entre 1949 et 1952, les ruines de la Neue Münze et du Werderhaus sont démolies pour faire place à un parvis devant la maison du Werderscher Markt, l'extension de la Reichsbank construite dans les années 1930. Le Comité central du SED réside un temps dans ce bâtiment d'extension, entre 1949 et 1990. Le ministère des Affaires étrangères utilise depuis 2000 le bâtiment qui a été rénové et agrandi.